# Клауккала
Клауккала (фін. Klaukkala, швед. Klövskog) — село в Фінляндії, входить до складу волості Нурміярві, повіту Уусімаа.